# Академія Рашмор
«Академія Рашмор» (англ. Rushmore) — другий повнометражний фільм режисера Веса Андерсона. Драмедія про ексцентричного підлітка Макса Фішера (дебют Джейсона Шварцмана), його дружбу й закоханість. Сценарій написаний Андерсоном у співавторстві з Оуеном Вілсоном.
Фільм став успішним стартом кар'єри Андерсона і Шварцмана, водночас заново прославив Білла Мюррея, тепер як шанованого актора незалежного кінематографа.
Empire в 2008 році вніс стрічку до переліку «500 найкращих фільмів усіх часів».

## Сюжет
У центрі уваги — підліток Макс Фішер, учень престижної приватної школи «Рашмор». Він — активний громадський діяч, неймовірний режисер і директор шкільного театру, президент товариства бджолярів, засновник астрономічного товариства, капітан фехтувальної команди, засновник картинг-клубу. Однак настільки активна діяльність Макса погано впливає на його успішність у школі — він двієчник. Директор Нельсон Гуггенхайм попереджає його, що той буде відрахований, якщо не виправить найближчим часом оцінки. Вирішити ці проблеми Максу заважає раптово виникла любов до молодої, овдовілої вчительки — Розмарі Крос. В цей час він починає дружити з промисловцем Германом Блюмом, що згодом виллється в невелике протистояння за серце Розмарі.

## У ролях
| Актор            | Роль               |
| ---------------- | ------------------ |
| Джейсон Шварцман | Макс Фішер         |
| Білл Мюррей      | Херман Блюм        |
| Олівія Вільямс   | Розмарі Крос       |
| Брайан Кокс      | Нельсон Гуггенхайм |
| Люк Вілсон       | доктор Пітер Флінн |
| Сеймур Кессел    | Берт Фішер         |
| Кумар Паллана    | містер Літтлджінс  |
| Конні Нільсен    | місіс Коллвей      |

## Нагороди та номінації
- 1999 — номінація на премію «Золотий глобус» за кращу чоловічу роль другого плану (Білл Мюррей)
- 1999 — премія «Супутник» за кращу чоловічу роль другого плану — комедія або мюзикл (Білл Мюррей)
- 1999 — дві премії «Незалежний дух»: кращий режисер (Вес Андерсон), краща чоловіча роль другого плану (Білл Мюррей)